# Sainte-Eulalie-en-Born
Sainte-Eulalie-en-Born – miejscowość i gmina we Francji, w regionie Nowa Akwitania, w departamencie Landy.
Według danych na rok 1990 gminę zamieszkiwały 773 osoby, a gęstość zaludnienia wynosiła 11 osób/km² (wśród 2290 gmin Akwitanii Sainte-Eulalie-en-Born plasuje się na 534. miejscu pod względem liczby ludności, natomiast pod względem powierzchni na miejscu 70.).